# Trypanosoma vespertilionis
Espèce
Trypanosoma vespertilionis est une espèce de parasites de l'ordre des Trypanosomatida. Cette espèce parasite les chauves-souris et est étroitement apparentée à Trypanosoma cruzi,.